# Université pédagogique nationale
L’université pédagogique nationale (UPN), anciennement « Institut pédagogique national » (IPN), est un établissement public d’enseignement supérieur et universitaire de Kinshasa en république démocratique du Congo (RDC).
L’université est située dans la commune de Ngaliema, dans la ville de Kinshasa. 
Elle est dirigée par la professeure Yvonne Ibebeke Bomongwa Saila.

## Histoire
L'établissement est créé par l’ordonnance n° 73 du 22 septembre 1961, alors connu comme l’Institut pédagogique national de Léopoldville. Sa création visait à combler le manque de professeurs à la suite du départ massif de professeurs belges lors de la crise congolaise. Après avoir sollicité l'aide de l’UNESCO, le Gouvernement congolais recruta une équipe de professeurs expatriés afin de former des cadres enseignants qualifiés pour le secondaire. L’institut ouvre ses portes le 5 décembre 1961.
Le 25 février 2005, le président de la République, Joseph Kabila, renomme par décret l'institut en « université pédagogique nationale ».

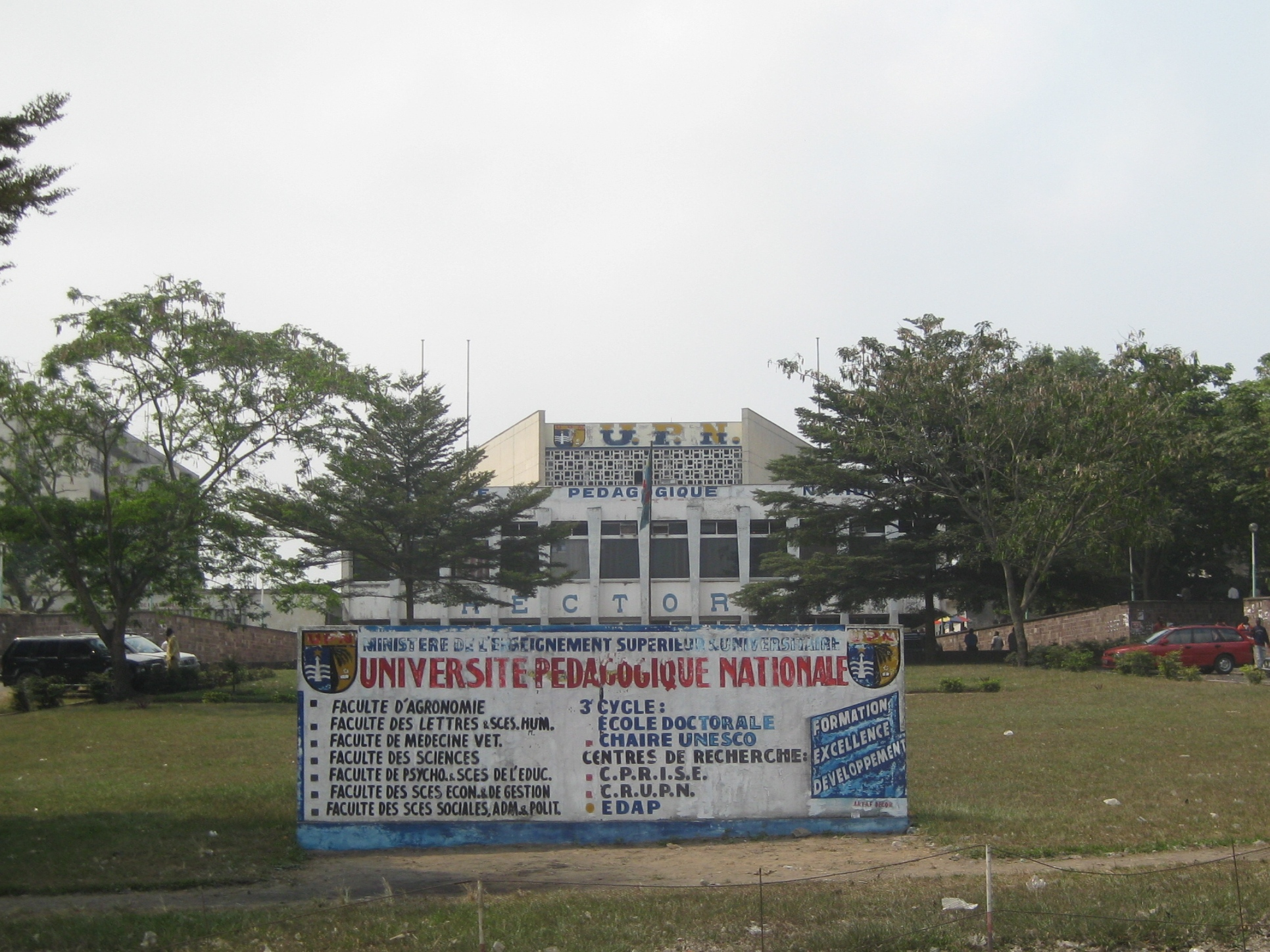
Rectorat de l'UPN.

## Personnalités liées

### Anciens étudiants célèbres
- Juliette Mbambu Mughole, femme politique et activiste congolaise ;
- André Kimbuta, homme politique congolais ;
- Richard Muyej, homme politique congolais ;
- Zacharie Bababaswe Journaliste et Ancien député national élu de Kinshasa.